# No Fun
Pistes de The Stooges
We Will Fall Real Cool Time
No Fun  est une chanson écrite et interprétée en 1969 par le groupe de rock américain The Stooges, sortie sur l'album homonyme.

## Description
No Fun est la 1re chanson sur la face B de l'album The Stooges, sorti le 5 août 1969.
Ayant décroché un contrat avec Elektra, les Stooges tentent d'écrire des chansons originales. « Ron [Asheton] est arrivé avec deux riffs, celui de No Fun en premier je crois, et celui de I Wanna Be Your Dog. Ça nous a pris quelques mois pour transformer ces riffs en chansons ».
L'arrangement de la chanson est inspiré par I Walk The Line de Johnny Cash. Le jeu de guitare d'Asheton en particulier sur No Fun, contribue à définir les assauts de riffs saccadés sans garnitures du punk.
Dans sa biographie, Nicolas Ungemuth décrit No Fun comme étant « une chanson cinglée sur les relations réprimées mec/fille ».

## Autres versions
Pour le critique Dave Thompson, No Fun « a été repris, copié et coopté si souvent que ce n'est plus qu'un cliché aujourd'hui, un mantra ready-made antisocial qui a été réenregistré par tout le monde, des Sex Pistols à The Orb, et est aussi familier qu'une vieille paire de chaussures ». Le morceau a beaucoup inspiré l'esprit du mouvement punk.
Parmi les artistes ayant enregistré la chanson,, on compte, entre autres : 

### Reprises
- 1977 : les Sex Pistols, en face B du single Pretty Vacant
- 1979 : Métal Urbain, dans leur démo
- 1982 : The Teen Idles, sur la compilation Flex Your Head
- 1988 : Complot Bronswick, sur l'album Iconoclasmes
- 1990 : Iggy Pop, sur l'album Live at the Channel Boston M.A. 1988
- 1990 : Dominic Sonic, version live sur l'EP 4 titres A s'y méprendre
- 1996 : The Orb, sur The Peel Sessions
- 1997 : The Damned sur l'album The Chaos Years - Rare & Unreleased 1977-1982
- 1998 : 22-Pistepirkko sur l'album Live with the Covers
- 2001 : Hederos and Hellberg, sur l'album Together in the Darkness
- 2004 : The Black Keys, sur l'EP 4 titres The Moan
- 2005 : Vitalic, en single, dans une version électro méconnaissable
- 2008 : Asian Dub Foundation  (feat. Iggy Pop), sur l'album Punkara
- 2016 : Charli XCX, pour la série Vinyl de Martin Scorcese, paru sur Vinyl - The Essentials: Best of Season 1
- 2018 : Moon Duo, en face B du single Jukebox Babe

### Adaptations
En 1988, Les Rats enregistrent une adaptation en français sur leur album Zarma et Craoued.

### Echantillonnage
En 2002, 2 Many DJs mixent la chanson avec Push It de Salt-N-Pepa sur l'album As Heard on Radio Soulwax Pt. 2.
En 2010, le groupe japonais Satanicpornocultshop utilise un sample de No Fun des Stooges dans le morceau Custom Drum Destroyer, sur l'album Arkhaiomelisidonophunikheratos.

## Dans les médias
No Fun, interprétée par The Stooges, est présente notamment dans les films Les Rivières pourpres 2 : Les Anges de l'apocalypse (2004) et 24 Hour Party People (2012), ainsi que dans la série Halt and Catch Fire (épisode And She Was, 2016).